# Вайсфельд Наталія Данилівна
Вайсфельд Наталія Данилівна (5 липня 1966, Київ) — український математик. Доктор фізико-математичних наук (2005); професор (2007); керівник наукової школи «Мішані задачі математичної фізики».

## Біографія
Н. Д. Вайсфельд народилася 5 липня 1966 р. в Києві. Її мати І. В. Галіна доктор медичних наук, професор, створила і очолила Інститут реабілітації дітей (згодом — осіб) з вадами психофізичного розвитку.
В 1990 р. закінчила Одеський державний університет ім. І. І. Мечникова (зараз — Одеський національний університет ім. І. І. Мечникова), відділення прикладної математики механіко-математичного факультету.
1995 р. — захистила кандидатську дисертацію за спеціальністю «Механіка деформованого твердого тіла» (наук. керівник канд. фіз.-мат. наук доц. В. Г. Попов) в спеціалізованій вченій раді з захисту кандидатських дисертацій при Одеському державному університеті ім. І. І. Мечникова.
В 1997 р. отримала атестат доцента по кафедрі методів математичної фізики. В 2005 р. захистила докторську дисертацію за спеціальністю «Механіка деформованого твердого тіла» (науковий консультант — доктор фіз.-мат. наук, проф. В. Г. Попов) в спеціалізованій вченій раді з захисту докторських дисертацій в Інституті прикладних проблем математики і механіки ім. Я. С. Подстригача, м. Львів.
З 1984 р. по 1989 р. — працювала в Обчислювальному центрі облпрофради.
З 1989 р. — по теперішній час працює в Одеському державному університеті ім. І. І. Мечникова, Інститут математики, економіки і механіки, кафедра методів математичної фізики спочатку на посаді асистента, потім старшого викладача, доцента і професора кафедри.
2007-2008 рр. — читає лекції на кафедрі вищої математики Одеської академії харчових технологій.
З 2007 р. — по теперішній час — завідувачка лабораторії № 13 «Лабораторія проблем математики, економіки і механіки».
З 2009 р. — по теперішній час — читає лекції в Одеській національній академії холоду.
З 2009 р. — по теперішній час — керівник Обласного відділення Малої Академії наук (секція Математика).
З 2013 р. — по теперішній час — завідувачка кафедри «Методи математичної фізики» Інституту математики, економіки і механіки Одеського національного університету ім. І. І. Мечникова.

## Наукова діяльність
Основна область наукових інтересів Н. Д. Вайнсфельд — математичні проблеми теорії пружності. Зокрема цікавлять:
- Методи динамічних задач теорії пружності;
- Задачі дифракції і розповсюдження хвиль;
- Математичне моделювання в динамічній механіці руйнування;
- Теорія сингулярних інтегральних рівнянь;
- Теорія диференційних рівнянь зі змінними коефіцієнтами;
- Додатки теорії операторів в задачах механіки і фізики.

Н. Д. Вайнсфельд читає такі курси:
1. Рівняння в математичній фізиці.
2. Теорія ймовірності і математична статистика.
3. Аналіз даних.
4. Динамічна теорія пружності.
5. Метод ортогональних многочленів.
6. Асимптотичний аналіз в математичній фізиці.
7. Задача незв'язної нестаціонарної термопружності.
8. Електропружність.
9. Математичні проблеми механіки руйнування.
10. Теорія пружності.
11. Метод розривних рішень.
Після смерті проф. Г. Я. Попова очолює кафедру методів математичної фізики ОНУ ім. І. І. Мечникова, а також створену ним всесвітньо відому школу зі «Змішаних задач математичної фізики», дослідження якої сьогодні визнані найавторитетнішими міжнародними науковими школами і ученими. Ця школа об'єднує численних випускників кафедри, які працюють в Україні, Росії, Німеччині, Австралії, Словаччині, Сполучених Штатах Америки, Ізраїлі.

## Праці
- Учбовий посібник з курсу «Рівняння математичної фізики. Метод інтегральних перетворень» / Г. Я. Попов, В. В. Реут, Н. Д. Вайсфельд. — Одеса: Астропринт, 1999. — 67 с.
- Дифракция импульса на оболочке, расположенной в акустическом пространстве на расстоянии от жесткого дна / В. Г. Попов, Н. Д. Вайсфельд // Изв. РАН. Механика твердого тела. — 2000. — № 4. — С. 173—179.
- Динамическая задача кручения полого усеченного корпуса / Н. Д. Вайсфельд // Мат. методи та фіз.-мех. поля. — 2001. — Т. 44, № 4. — С. 135—139.
- Определение волнового поля внутри полого упругого цилиндра под действием осесимметричной нестационарной нагрузки / Н. Д. Вайсфельд // Акустичний вісник. — 2003. — Т. 6, № 3. — С. 21-27.
- Навчальний посібник з курсу «Рівняння математичної фізики. Метод інтегральних перетворень»: для студ. техн. спец. вузів / Г. Я. Попов, В. В. Реут, Н. Д. Вайсфельд ; відп. ред. В. Є. Круглов. — Одеса: Астропринт, 2005. — 183 с.
- Соударение конечного упругого цилиндра с жесткой преградой / Н. Д. Вайсфельд // Прикладная механика. — 2007. — № 9. — С. 58-69.
- Нестаціонарне закручування конічного вала зі сферичною тріщиною / Н. Д. Вайсфельд // Фіз.-хім. механіка матеріалів. — 2008. — № 1. — С. 49-56.
- Навчальний посібник з курсу «Рівняння математичної фізики. Метод ортогональних многочленів» / Г. Я. Попов, В. В. Реут, М. Г. Моісеєв, Н. Д. Вайсфельд. — Одеса, 2009. — 116 с.
- Рівняння математичної фізики. Метод ортогональних многочленів: навч. посіб. для студ. вузів, які навч. за напрямами підготовки «Прикладна математика», «Механіка» / Г. Я. Попов, В. В. Реут, М. Г. Моісеєв, Н. Д. Вайсфельд. — Одеса: Астропринт, 2010. — 115 с[недоступне посилання з березня 2019].
- The solution of Mitchell problem for the elastic infinite cone with an spherical crack / G. Popov, N. Vaysfeld // The Mathematical Problems in Engeenering. — Hyundai Publ. Corporations. — 2010. — № 5. — P. 321—338.
- Осесимметричная задача теории упругости для кругового конуса с острием при учете его собственного веса / Н. Д. Вайсфельд, А. В. Реут // Вестник Одесского университета. Серія: Математика и механіка. — 2012. — Т. 17, вып. 3. — С. 99-107.
- Вторая основная задача для бесконечного упругого клина / Н. Д. Вайсфельд // Проблемы вычислительной механики и прочности конструкций. — 2012. — Вып. 19. — С. 27-33.
- Осесимметричная смешанная задача теории упругости для защемленного по боковой поверхности конуса с присоединенным шаровым сегментом / Н. Д. Вайсфельд, Г. Я. Попов, В. В. Реут // Прикладная математика и механика. — 2013. — Т. 77, вып. 1. — С. 102—112.
- Точные решения некоторых краевых задач механики деформируемого твердого тела / Г. Я. Попов, Н. Д. Вайсфельд. — Одесса: Астропринт, 2013. — 423 с.
- Кручение усеченного слоистого конуса / Н. Д. Вайсфельд // Сучасні проблеми механіки деформівного твердого тіла, диференціальних та інтегральних рівнянь (Одеса, 23-26 серпня 2013 р.): Міжнар. наук. конф. : тези доповідей. — Одесса, 2013. — С. 34-35.
- Навчальний посібник з курсу «Рівняння математичної фізики»: для студ. спец. «Прикладна математика» і «Механіка» / Н. Д. Вайсфельд, Г. Я. Попов, В. В. Реут. — Одеса, 2013. — 215 с.[недоступне посилання з березня 2019]